# Tortington
Tortington är en by i civil parish Arundel, i distriktet Arun, i grevskapet West Sussex i England. Byn är belägen 14 km från Chichester. Tortington var en civil parish fram till 1985 när blev den en del av Arundel, Ford, Slindon och Walberton. Civil parish hade 617 invånare år 1961. Byn nämndes i Domedagsboken (Domesday Book) år 1086, och kallades då Tortinton.